# Mortal Kombat: Rebirth
Mortal Kombat: Rebirth egy 2010-es amerikai rövidfilm, amelyet Kevin Tancharoen rendezett, a harci koreográfiát pedig Larnell Stovall készítette. A Mortal Kombat verekedős játéksorozat alapján készült rövidfilmet "valójában azért készítette a rendező, hogy eladja a Warner Bros.-nak az újragondolt filmjéről alkotott elképzelését". A tervből végül a websorozat lett Mortal Kombat: Legacy címen.
A rövidfilm a Mortal Kombat-univerzum egy alternatív változatát mutatja be. A játék karakterei a valószerűség alapján rendkívül eltérő származással vannak ábrázolva. Nincs szó Külvilágról vagy más természetfeletti elemekről, bár maga a torna ebben a rövidfilmben a történet fő része. Tancharoen maga is megjegyezte, hogy nem zárkózna el teljesen a természetfeletti elemektől, de azokat "nagyon ízléses módon kell megvalósítani".

## Cselekmény
Deacon City rendőrkapitánya, Jackson Briggs tájékoztatja a bérgyilkos Hanzo Hasashit a bűnözőkről, Reptile-ról és Barakáról; utóbbi nemrég megölte a színészből lett titkosrendőr Johnny Cage-et egy verekedés során. Briggs úgy véli, mindketten egy Shang Tsung nevű embernek dolgoztak. Megkéri Hasashit, hogy ölje meg őket egy titokzatos versenyen, amelynek Tsung a házigazdája. Amikor Hasashi felajánlja a szabadságát a feladat elvégzéséért cserébe, Hasashi elárulja, hogy önként juttatta magát börtönbe - és bármikor kiszabadulhat. Ekkor érkezik Sonya Blade egy mappával, és tájékoztatja Hasashit, hogy ellensége, Sub-Zero életben van, és akit megölt, az a testvére volt. Hasashi számára világossá válik, hogy a versenyen való részvételének feltételei között ott szerepel Reptile, Baraka és Shang Tsung megölése, hogy cserébe Sub-Zero közelébe jusson. Mivel az igazi Sub-Zero is ott lesz a versenyen, Hasashi, aki most már Scorpion névre hallgat, beleegyezik a részvételbe.

## Szereplők
- Jeri Ryan – Sonya Blade, Jackson Briggs társa.
- Michael Jai White – Jackson Briggs, a Deacon City-i rendőrkapitánya. A film elején az irodája ajtaján a keresztneve utolsó két betűje elhalványul, így "Jacks" olvasható, ami a "Jax"-re utal.
- Ian Anthony Dale – Hanzo Hasashi / Scorpion, a Shirai Ryu legjobb bérgyilkosa, aki felajánlotta magát a rendőrségnek, amiért megölte azt a férfit, akiről azt hitte, hogy az ősellensége.
- Richard Dorton – Reptile, egy tömeggyilkos, aki egy ritka genetikai rendellenességgel, Harlekin-típusú ichtyosisszal született, amelynek következtében a bőre túl sok sejtet termel, és a szemhéja kifordítva alakul ki. Állítólag szereti felfalni áldozatai fejét, ami a videojáték-sorozat "Head Eat" végzetességére utal.
- Lateef Crowder – Alan Zane / Baraka, plasztikai sebész, aki miután véletlenül megölt egy pácienst, még két tucatnyit megölt. Szembesülve azzal a szégyennel, hogy bukott orvosnak bélyegzik, Zane kilyukasztotta az arcát, kihegyezte a fogait, és sebészi úton fémkéseket erősített az alkarjára. Egy rövid visszaemlékezésben Johnny Cage ellen harcol, végül a pengékkel végez vele.
- Matt Mullins – Johnny Cage, volt filmsztár, aki titkos ügynök lett, miután hollywoodi karrierje véget ért. Egy rövid visszaemlékezésben Baraka megöli.
- James Lew – Shang Tsung

## Gyártás
A videót, amely kezdetben a YouTube-on jelent meg, olyan weboldalak fogadták zavartan, mint az IGN és a 1UP.com, amelyek nem voltak biztosak abban, hogy a videó egy új filmet vagy egy videojátékot népszerűsítő vírusos marketingfogás volt Az érintett színészektől ellentétes jelentések érkeztek, White képviselői úgy vélték, hogy ez egy közelgő Mortal Kombat 11 játék reklámja volt, míg Ryan elismerte, hogy a megjelenése egy barátjának tett szívességet, és a videót egy filmhez készült felvételnek nevezte.
Kevin Tancharoen, a rövidfilm rendezője körülbelül 7500 dollárt költött a film elkészítésére.
A sorozat készítője, Ed Boon maga is megjegyezte, hogy a film "fantasztikus" volt, és "fogalma sem volt róla, hogy ez készül", bár úgy vélte, hogy "valószínűleg átlépi a határt", ami az "újragondolást" illeti. Később azt nyilatkozta, hogy szerinte "hihetetlenül jól sikerült", és hogy ez "egy legitim alternatív univerzumú Mortal Kombat.
Larnell Stovall, amellett, hogy az összes harc koreográfiájáért felelős, Michael Jai White bemutatásáért is felelős volt a projektben. Jeri Ryan, amikor a filmben játszott szerepéről kérdezték, elmondta, hogy egy barátjának szívességből vállalta a szerepet.

## Fordítás
- Ez a szócikk részben vagy egészben  a   Mortal Kombat: Rebirth című angol Wikipédia-szócikk fordításán alapul.  Az eredeti cikk szerkesztőit annak laptörténete sorolja fel. Ez a jelzés csupán a megfogalmazás eredetét és a szerzői jogokat jelzi, nem szolgál a cikkben szereplő információk forrásmegjelöléseként.